# 박성민 (1998년)
박성민(1998년 1월 31일 ~ )은 KBO 리그 파주 챌린저스의 외야수이다.

## 롯데 자이언츠시절
2017년에 입단하였다. 2군에서 간간히 선발 투수로 등판했다.

## 키움 히어로즈시절
2018년 1월 12일에 내야수 채태인이 사인 앤 트레이드로 롯데 자이언츠로 이적하며 트레이드 상대로 지목돼 이적했다. 이후 외야수로 전향했는데 울산공고 2학년 때까지 투수를 했으며 3학년 때 몸이 안 좋아서 잠시 타자로 뛴 바 있었다. 방출된 후 현역으로 입대했다.

## 플레이 스타일
- 투수 시절에는 최고 구속 시속 140킬로미터를 구사하나 제구력이 안 좋은 편이다.

## 출신 학교
- 남부민초등학교
- 사직중학교
- 경남고등학교(전학) → 울산공업고등학교